# Amata cerbera
Amata cerbera là một loài bướm đêm thuộc phân họ Arctiinae, họ Erebidae.